# 市川弘勝
市川弘勝（いちかわ ひろかつ、1911年4月5日 - 1984年2月29日）は、日本の経済学者。東洋大学名誉教授。鉄鋼について研究した。

## 生涯
東京出身。東京帝国大学経済学部卒。日本鉄鋼協議会調査課長、政治経済研究所所員、理事長。東洋大学教授を務め、1981年定年、名誉教授。

## 著書
- 『アメリカ鉄鋼業の発展』科学主義工業社 1941
- 『潮流講座經濟學全集 (第三部日本資本主義の現状分析)危機における鐵鋼業の展望』潮流社 1949
- 『日本の製鉄』ポプラ社少年産業博物館 1954
- 『鉄鋼』岩波新書　1956
- 『日本鉄鋼業の再編成』新評論 1969

### 共編著
- 『印度及濠洲鉄鋼業の解剖』秦恒雄,今村成男共著 東亜書局 1943
- 『国家独占資本主義と日本の産業』北田芳治共編著 青木書店 1967
- 『現代日本の中小企業』編著 新評論 1968
- 『七〇年代の日本中小企業』岩尾裕純共編著 新評論 1972

### 翻訳
- オットウ・ヨハンセン『一般人の鉄の歴史』鈴木章共訳 興亜書房 1944

## 論文
- <市川弘勝